# 공상적 사회주의와 과학적 사회주의
《공상적 사회주의와 과학적 사회주의》(프랑스어: Socialisme utopique et socialisme scientifique)는 프리드리히 엥겔스가 1880년 발표한 소책자다. 1876년 발표한 반뒤링론의 내용 일부를 발췌, 정리한 것으로서, 초판은 파리에서 프랑스어로 출간되었다.

## 개요
엥겔스가 <반뒤링론>의 일부에 가필(加筆)하여 독립된 저작으로 정리한 것으로 마르크스 주의 사상을 간결하게 기술한 것.  제1장－엥겔스 당시의 사회주의는 18세기 계몽사상가들의 원칙을 계승·발전시킨 것이다. 그들은 봉건제도의 타도에 의해 영원한 진리·정의·평등이 지배하는 '이성의 나라'의 실현을 기대했으나 현실적으로는 빈부의 차가 더욱 증대했다. 게다가 노동자 계급은 미성숙 상태에 있었다. 이러한 갭으로부터 생 시몽·푸리에·오언 등의 사회주의 사상이 빈부의 차를 도덕 감정에만 입각하여 비판하고, 사회주의를 실재적 기반 위에 놓지 못했으므로 '공상적(空想的)'이었다.  제2장－변증법적인 견해와 비변증법적·형이상학적 견해는 역사적으로 어떤 관련을 갖고 발전해 왔는가 하는 유물사관 성립의 유래를 설명한다.  제3장－자본주의 사회에 입각하여 유물사관을 구체적으로 설명하고 자본가·노동자의 계급적 모순을 낳게 한 경제적 조건들 자체에서 모순 해결의 수단이 발견된다고 주장한다.  사회주의 혁명에 있어서 노동자 계급은 국가권력을 획득하고 생산수단을 국유화한다. 프롤레타리아트의 독재를 통해서만 모든 계급 대립이 소멸하고 국가도 소멸하고 인류는 참된 자연의 지배자가 되며, 필연(必然)의 나라에서 자유의 나라로 비약한다고 주장한다.